# 東田坂上停留場
東田坂上停留場（日语：／ Azumada-sakaue teiryūjō */?）是一個位於愛知縣豐橋市東田町字東前山，屬於豐橋鐵道東田本線的停留場（電停）。
站名的「坂上」是因為此站附近存在的急坡，意思為此坡度（坂）之上，「坂上」本身並不是該處地名。

## 相鄰停留場
豐橋鐵道
東田本線
前畑（8）－東田坂上（9）－東田（10）